# Dirké
Dirké (řecky Δίρκη, latinsky Dirce) je v řecké mytologii manželkou thébského krále Lyka.
V Thébách po smrti Labdaka se ujal vlády Nykteus, který měl krásnou dceru Antiopu. S tou se proti otcově vůli oženil sikyónský král Epopeus. Nykteus s ním proto neúspěšně válčil a na smrtelné posteli žádal svého bratra Lyka, aby ho pomstil. Lykos uspořádal výpravu na Peloponnés, zbořil město Sikyón a krále Epopea zabil.
Dirké nenáviděla svou neteř Antiopu pravděpodobně pro její krásu, která okouzlila samotného boha Dia. Když se jí narodili synové Amfíón a Zéthos, Dirké zpracovala svého manžela tak, že nechal dvojčata pohodit v lese a Antiopu uvrhnout do vězení.
Chlapců se ujal pastýř a vzal je na vychování. Po létech se Antiopě podařilo z vězení prchnout a dostala se až k pastýřově chýši. Když se tam objevila Dirké, prohlásila Antiopu za uprchlou otrokyni a poručila jejím synům, aby ji přivázali k divokému býku a nechali ji usmýkat. Amfíón a Zéthos nechtěli uposlechnout, ale když už téměř královně podlehli, pastýř jim prozradil, že je příchozí jejich matkou. Synové se strašně rozzlobili a potrestali Dirké stejným způsobem, jakých mělo dojít k záhubě Antiopy. Býk usmýkal Dirké k smrti a z její krve vytryskl pramen, který nazvali jejím jménem.
Antiopa a její synové se vrátili do Théb. Na domluvu od boha Herma upustili od potrestání krále Lyka, darovali mu život, ale z města ho vyhnali. (Nebo je možné, že ho zbavili vlády a zabili ho, jak to líčí jiná verze příběhu.) Ujali se vlády a dali se do zvelebování města a do stavby bytelných hradeb.

## Odraz v umění
Nejdramatičtější moment z tohoto příběhu zachycuje největší sousoší, které se ze starověku zachovalo, a sice Farnéský býk v Neapoli, vytvořený sochaři Apollóniem a Tauriskem v 1. stol. př. n. l.